# سبانتا
سبانتا (بالفارسية: سپنتا) هو مزود خدمة إنترنت إيراني. الاسم الرسمي للشركة هو شركة سبانتا لتطوير الإنترنت. وقد تم تأسيس هذه الشركة الخاصة في عام 2003 من خلال توفيرها الاتصال الهاتفي بالإنترنت للمستخدمين المنزليين في طهران. سبانتا هي عضو متوسط في منظمة تسجيل الإنترنت الإقليمي. توسع شركة سبانتا خدماتها لتحافظ على موقعها كأفضل مقدم خدمات قائم في إيران.

## منتجات وخدمات
تقدم سبانتا خدمات متنوعة لمستخدمي المنزل والأعمال:
- إنترنت ADSL.[2]
- خدمة الرسالة القصيرة.[3]
- بطاقات الهاتف للمكالمات الهاتفية الدولية الرخيصة.
- حلول الاتصالات عبر الصوت عبر الإنترنت.[4]
- خدمات مركز البيانات.[5]
- إنترنت النطاق العريض.
- الاتصال الهاتفي بالإنترنت.

## المكاتب والتغطية
توجد شركة سبانتا في خمسة مكاتب في المدن التالية: أصفهان وبرديس وشيراز وتبريز ويزد.

## الإنجازات
حقق موقع سبانتا الإلكتروني المركز الأول بين مواقع مزودي خدمة الإنترنت في مهرجان الويب الإيراني الرابع.

## المنافسة
وفقاً لتقرير الأمم المتحدة، فإن بارس أونلاين جنباً إلى جنب مع Afranet وNeda في منافسة كبيرة في خدمات الصوت عبر الإنترنت ورُفِعت سبانتا إلى المنافسة في وقت لاحق. تتواجد سبانتا في منافسة كبيرة مع كل من Afranet وبارس أونلاين وشاتل وNeda Rayaneh  ومقدمي خدمات الإنترنت المحليين الآخرين.

## وصلات خارجية
- الموقع الرسمي